# Структура
Структурата е масив от елементи, подредени по определени правила, независимо дали това са естествени структури, като например в геологията, или са проектирани, каквито са например при инженерните науки. Терминът се отнася до система, организация и всеки субект, съставен от няколко компонента, включително и взаимоотношенията между тях, така както те са наблюдавани при научни изследвания. Структурата може да бъде абстракция, каквато е социалната структура, или да бъде неосезаема, като например зданията изградени от архитектурни или строителни материали или частици. Тази концепция се използва във всички опити да бъдат разбрани научни явления и теории в хуманитарнте, социалните и природните науки.